# Chapman stick

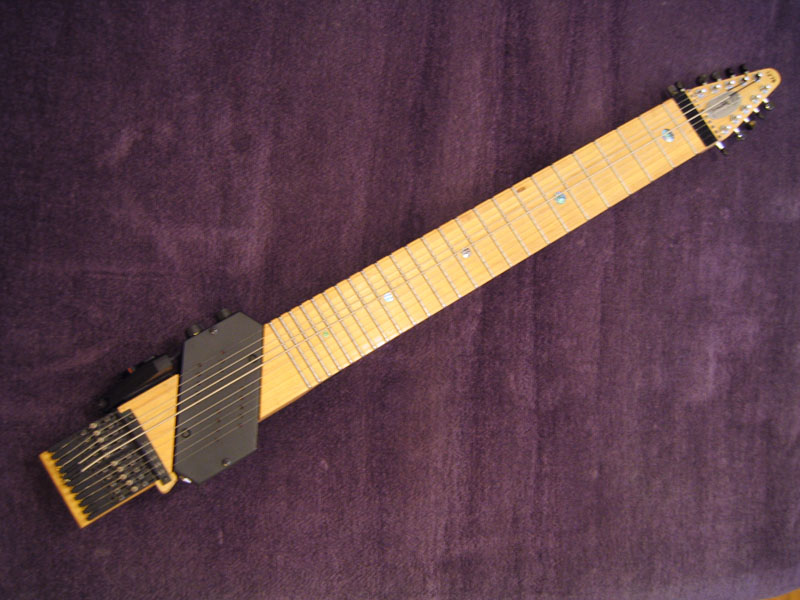
Um Chapman Stick de 10 cordas

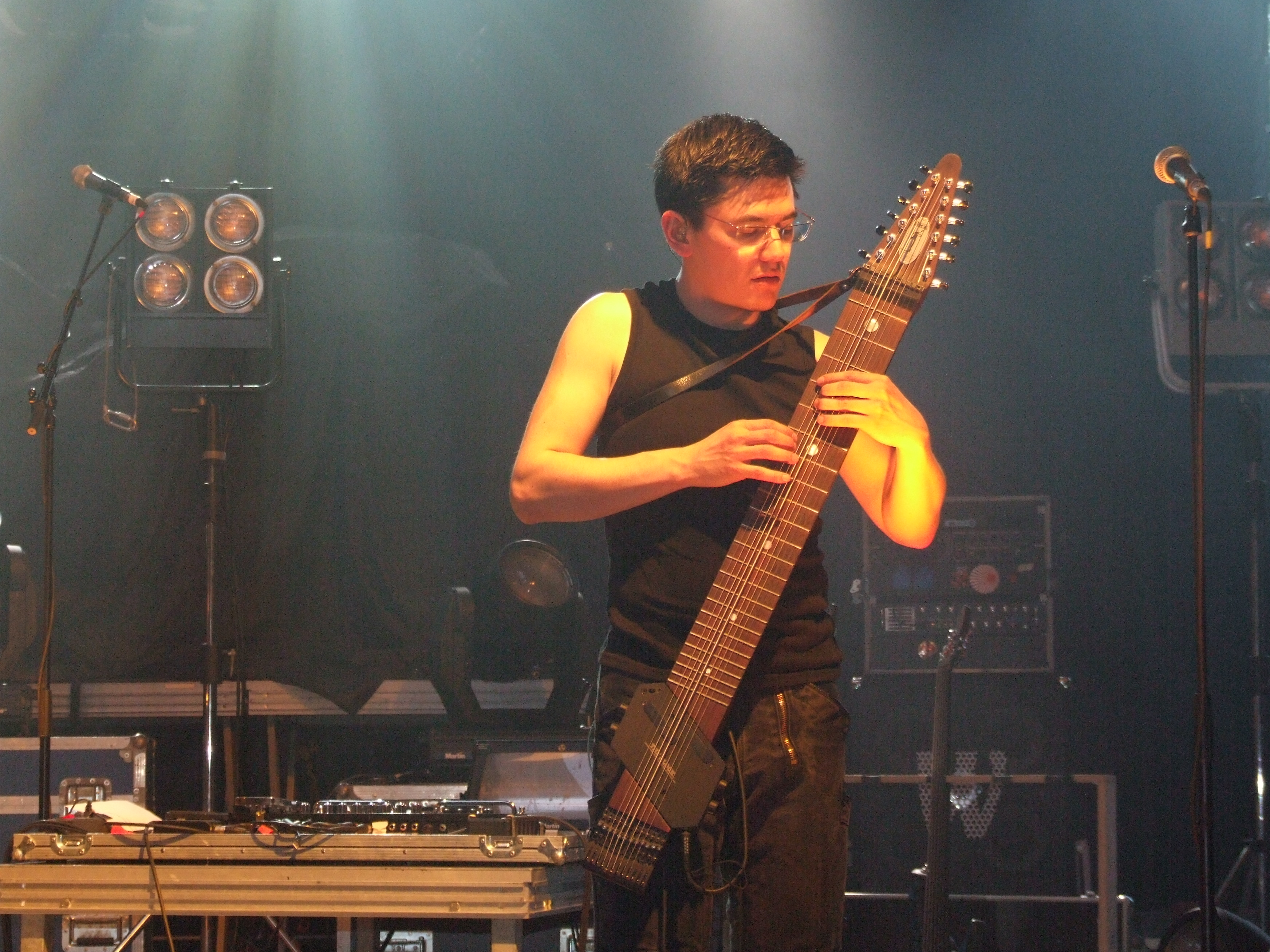
Chapman Stick sendo tocado por Bruder Frank, integrante da banda Saltatio Mortis

O Chapman stick ou Stick é um instrumento musical elétrico criado pelo luthier californiano Emmett Chapman no início dos anos 1970. Seus primeiros modelos só foram comercializados em 1974. Chapman queria criar uma mescla entre baixo e guitarra.
Um dos maiores divulgadores e entusiastas do instrumento é o músico Greg Howard, que dá palestras em universidades e conservatórios, além de ter escrito um livro com um método de teoria musical para o mesmo.
A técnica usada para se tocar o instrumento é o tapping, que consiste em tocar o instrumento em seu "braço" com ambas as mãos pressionando as cordas por toda a sua extensão, conforme a execução da peça musical. Alguns dos nomes que recebera foram "The electric stick" ou "Pau-elétrico".
Popularizado pelo baixista Tony Levin em sua passagem pela banda King Crimson e pela banda do cantor e compositor Peter Gabriel. Levin encontrou no stick um novo conceito para expressar sua musicalidade, elevando sua técnica às alturas. O stick pode ser utilizado em diversos estilos musicais.
O instrumento evoluiu muito desde sua fabricação, e co-existem atualmente vários diferentes modelos: de oito cordas (Stick Bass, especial para baixistas), dez cordas (Standard Stick), e o de 12 cordas (Grand Stick), ambos para variados estilos de composição, devido a sua distribuição harmónica.
Embora este instrumento seja bastante peculiar, na década de 40, no Brasil, os músicos Dodo e Osmar, inventaram um instrumento semelhante que chamaram de "Pau elétrico". Em dimensões menores, o Pau Elétrico de Dodo e Osmar é uma mistura de banjo e cavaquinho com corpo maciço e captação elétrica que posteriormente viria a ser conhecido por "Guitarra Baiana". Apesar das diferenças em suas dimensões, números de cordas e afinação, o sistema é praticamente o mesmo, só que inventado 30 anos antes pelos brasileiros. Como no Brasil não é comum as pessoas patentearem suas idéias, os músicos nunca foram devidamente creditados ou reconhecidos pela criação.
O primeiro Pau elétrico
modelo construído na década de 40 por Dodo e Osmar.
Fontes:
Modelo da década de 40 antecipa o designe da década de 70.